# Samoahoningeter
De samoahoningeter (Gymnomyza samoensis plaatselijk bekend als mao of ma'oma'o) is een zangvogel uit de familie  Meliphagidae (honingeters). Het is een bedreigde, endemische vogelsoort in Samoa.

## Kenmerken
De vogel is 31 cm lang. Het is een donker gekleurde honingeter met een lange, neerwaarts gebogen snavel. De vogel is roetkleurig zwart op de kop, dat geleidelijk overgaat in donker olijfkleurig bruin. De onderstaartdekveren zijn traankleurig bruin. De vogel lijkt op de veel voorkomende samoapurperspreeuw (Aplonis atricfusca), maar die is forser en heeft een dikkere, niet gebogen snavel.

## Verspreiding en leefgebied
Deze soort is endemisch op de eilanden Savai'i en Upolu (Samoa) en in de jaren 1920 ook op het eiland  Tutuila (Amerikaans-Samoa). Het leefgebied is oorspronkelijk, vochtig, montaan bos zoals dat voorkomt op de hellingen van vulkaankraters, langs rivieren en op meer dan 760 m boven zeeniveau.

## Status
De samoahoningeter heeft een beperkt verspreidingsgebied en daardoor is de kans op uitsterven aanwezig. De grootte van de populatie werd in 2016 door BirdLife International geschat op 250 tot 1000  volwassen individuen en de populatie-aantallen nemen af door habitatverlies. Het leefgebied wordt aangetast door zwerflandbouw, tropische stormen, de aanleg van wegen en houtkap. Om deze redenen staat deze soort als bedreigd op de Rode Lijst van de IUCN.